# الصحة في ليبيا

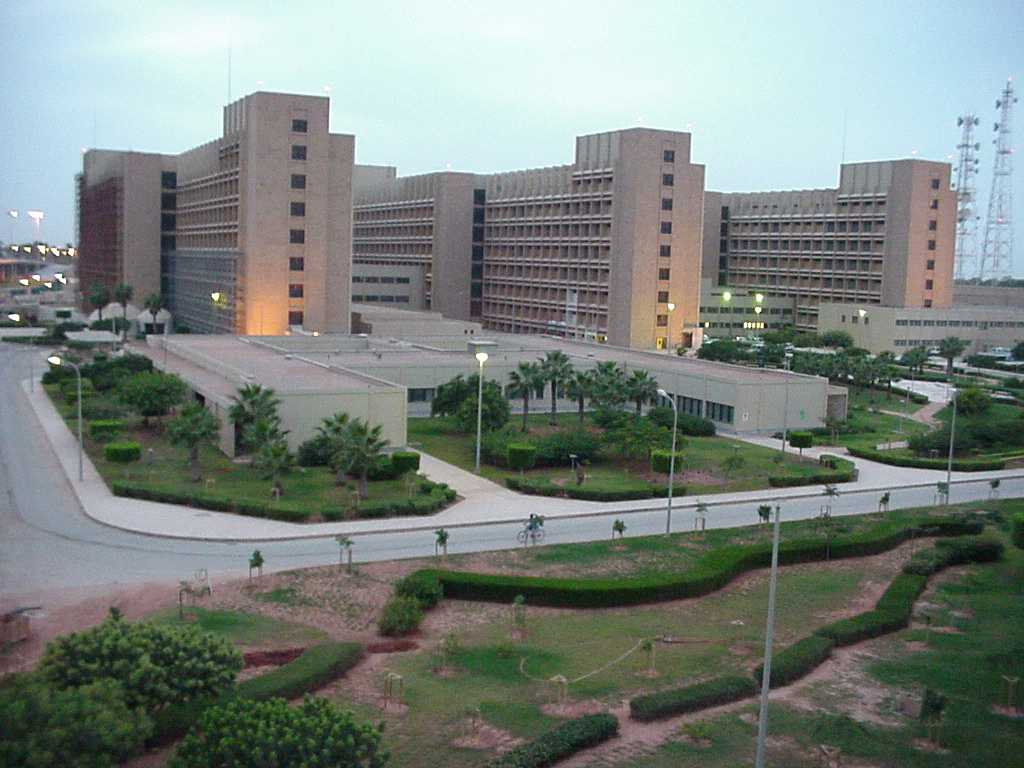
مركز بنغازي الطبي

- - شهدت ليبيا تنمية واسعة في قطاع الصحة خلال العقود القليلة الماضية حيث تحقق حتى عام 2000 الآتي:-
- ارتفاع عدد أطباء الأسنان إلى 7183 طبيباً ليصل متوسط الأطباء لعدد السكان إلى طبيب لكل 704 نسمة.
- ارتفاع عدد العاملين في الخدمات الطبية المساعدة إلى 30551 مما مكن من رفع متوسط الخدمة لعدد السكان إلى عنصر لكل 165 نسمة.
- وصل عدد الأسرة بالمستشفيات 18.454 سريراً بالإضافة إلى 707 سريراً تابعة للجهات الاعتبارية والتشاركيات ليصل المتوسط 3.8 سريراً لكل ألف نسمة.

وتشير البيانات المتوفرة إلى أن مؤشرات التنمية البشرية في ليبيا حققت ارتفاعاً إيجابياً بفضل تطور الخدمات الصحية والتعليمية، فقد أرتفع متوسط العمر المتوقع عند الولادة من 63.4 سنة عام 1993 إلى 70 سنة عام 1997 كما أنخفضت معدلات وفيات الأطفال الرضع بالمعدل من 118 بالألف عام 1973 إلى 24.4 بالألف خلال عام.1995
انظر أيضا
- مركز طرابلس الطبي.
- مركز بنغازي الطبي.
- مركز البطنان الطبي - طبرق